# Artipic
Artipic — это графический редактор, разработанный под MS Windows, Astra Linux, РЕД ОС, ALT Linux (дистрибутив Linux) и Ubuntu.
Artipic дает возможность рисования, редактирования, ретуши и трансформации изображений. Инструментарий включает цветовую коррекцию, фильтры, эффекты и операции со слоями и масками. Artipic в основном работает с растровой графикой, поддерживает основные графические форматы (BMP, JPEG, PNG, TIFF и т.д.), а также конвертирует RAW форматы основных производителей фотоаппаратов.

## История
Первая версия продукта (Artipic 1.0) была выпущена в марте 2014. Первая коммерческая версия под MS Windows вышла в ноябре 2014. В последних версиях Artipic (2.10.0 и выше) реализована поддержка новых операционных систем.